# جرج کلینگ
جرج کلینگ (انگلیسی: George L. Kelling؛ زادهٔ ۲۱ اوت ۱۹۳۵ – درگذشته ۱۵ مه ۲۰۱۹)، متخصص جرم‌شناسی، استاد دانشگاه، و جامعه‌شناس اهل ایالات متحده آمریکا بود.
وی به علت ارائه نظریه پنجره شکسته شناخته می‌شود. یک عضو ارشد در موسسه تحقیقات سیاست منهتن، و یکی از همکاران در دانشکده دولت کندی در دانشگاه هاروارد. او قبلا در دانشگاه نورث ایسترن تدریس می کرد.
کلینگ که در میلواکی، ویسکانسین به دنیا آمد، برای دو سال در مدرسه الهیات لوتری نورث وسترن شرکت کرد تا به تحصیل الهیات بپردازد ، اما مدرکی دریافت نکرد. او مدرک لیسانس فلسفه را از کالج سنت اولاف در نورثفیلد، مینه سوتا ، MSW از دانشگاه ویسکانسین-میلواکی و دکترا دریافت کرد. در رفاه اجتماعی از دانشگاه ویسکانسین-مدیسون در سال 1973، زیر نظر آلفرد کادوشین .
او در اوایل کار خود، مشاور مراقبت از کودکان و افسر مشروط بود ، اما دوران بعدی او در دانشگاه سپری شد. نویسنده مقالات متعدد، نظریه پنجره های شکسته را با جیمز کیو ویلسون و همسر کلینگ، کاترین ام. کولز توسعه داد که در اواسط دهه 1980 منجر به حبس دسته جمعی آفریقایی-آمریکایی ها در شهرهای فقیرانه ایالات متحده شد. کلینگ در 15 مه 2019 بر اثر عوارض سرطان در سن 83 سالگی در هانوفر، نیوهمپشایر درگذشت .
او در اوایل کار خود، مشاور مراقبت از کودکان و افسر مشروط بود، اما دوران بعدی او در دانشگاه سپری شد. نویسنده مقالات متعدد، نظریه پنجره های شکسته را با جیمز کیو ویلسون و همسر کلینگ، کاترین ام. کولز توسعه داد که در اواسط دهه 1980 منجر به حبس دسته جمعی آفریقایی-آمریکایی ها در شهرهای فقیر شده ایالات متحده شد. کلینگ در 15 مه 2019 در هانوفر، نیوهمپشایر بر اثر عوارض سرطان در سن 83 سالگی درگذشت.

## زندگی شخصی
کلینگ دو بار ازدواج کرد، ابتدا با سالی ژان موسیمن، که از او طلاق گرفت، و سپس با کاترین ام کولز، وکیل دادگستری و وکیل و مردم شناس که در زمینه مسائل شهری و تعقیب کیفری مطالعه می کرد،  که کلینگ در سال 1982 با او ازدواج کرد.